# Хоукинс, Луис Велден
Луис Велден Хоукинс (фр. Louis Welden Hawkins; 1 июля 1849 Штутгарт или Эслинген — 1 мая 1910 Париж) — французский художник-символист англо-австрийского происхождения.

## Жизнь и творчество
Луис Хоукинс родился и вырос в аристократической семье. Его отец был британским морским офицером, мать — Луиза Споранси, австрийская баронесса фон Вельден и дочь фельдмаршала. Юношу с детства готовили к военной карьере, однако в 1873 году Хоукинс разрывает отношения с семьёй и уезжает в Париж. Здесь он изучает живопись в академии Жюлиана, в 1875 году принимает французское гражданство. 
В 1881 году работы Хоукинса были впервые выставлены в салоне Общества французских художников. Первоначально Хоукинс тяготел к символизму. Впоследствии переселился в Бретань, где работал как пейзажист и жил на скудные средства. Созданные им на своих полотнах женские образы близки к подобным у прерафаэлитов. Картины Л. В. Хоукинса регулярно выставлялись в салонах Национального общества изящных искусств в 1894—1911 годах, а также в Салоне Роза+Крест и в брюссельском La Libre Esthetique.
Л. В. Хоукинс имел самые разнообразные связи и знакомства в различных слоях французского общества. Среди его друзей были поэты и писатели-символисты Стефан Малларме, Поль Адан, Жан Лоррен, Робер де Монтескью, Лоран Тайад, к числу его друзей принадлежал английский художник Уильям Стотт. С другой стороны, он был близок к ряду политиков-социалистов и руководителям профсоюзного движения.
В начале XX века Хоукинс преподавал в Париже, где у него стажировались многие молодые художники, в том числе из России (например, Ася Тургенева).

## Галерея

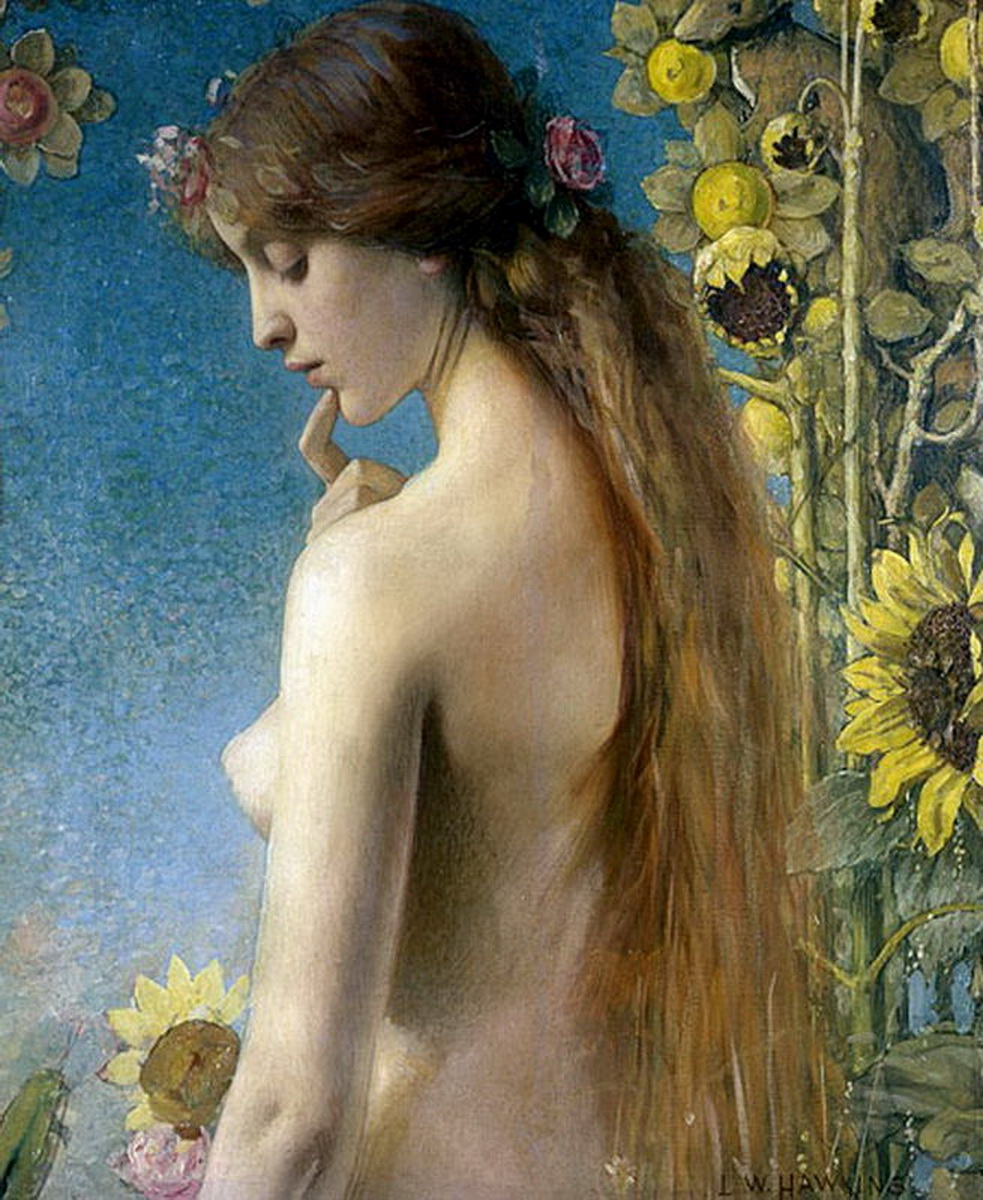
Клития
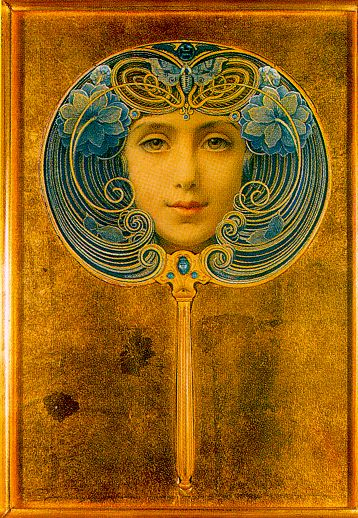
Маска
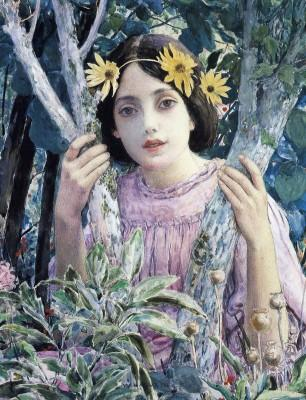
Идиллия (ок. 1890)
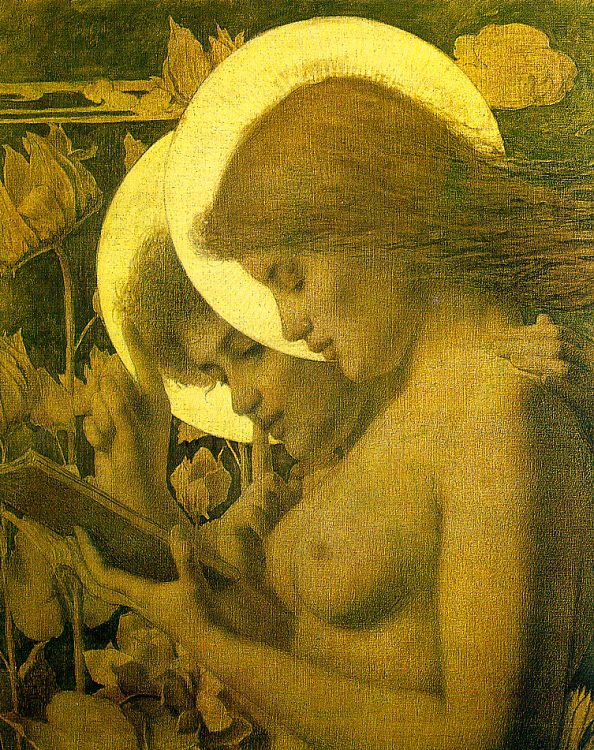
Под ореолом (1894)
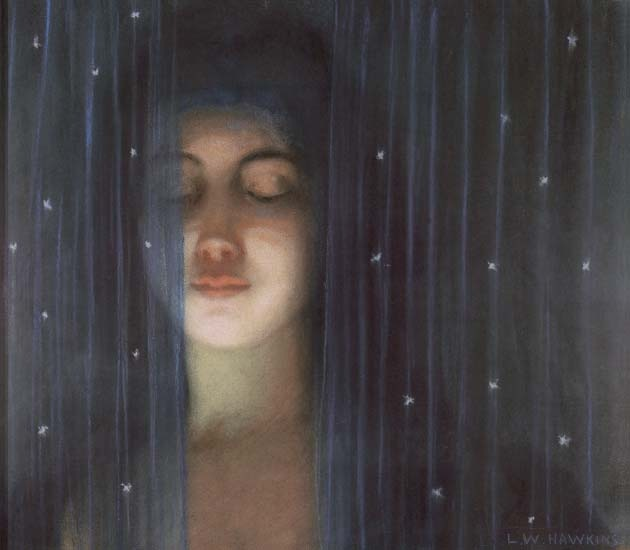
Вуаль (1890)
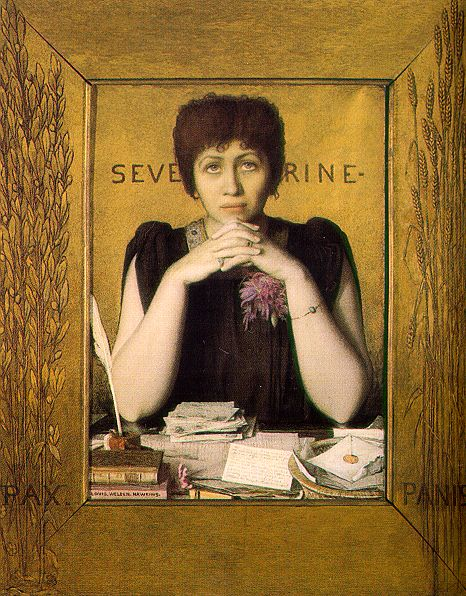
Мадам Северин (1895)
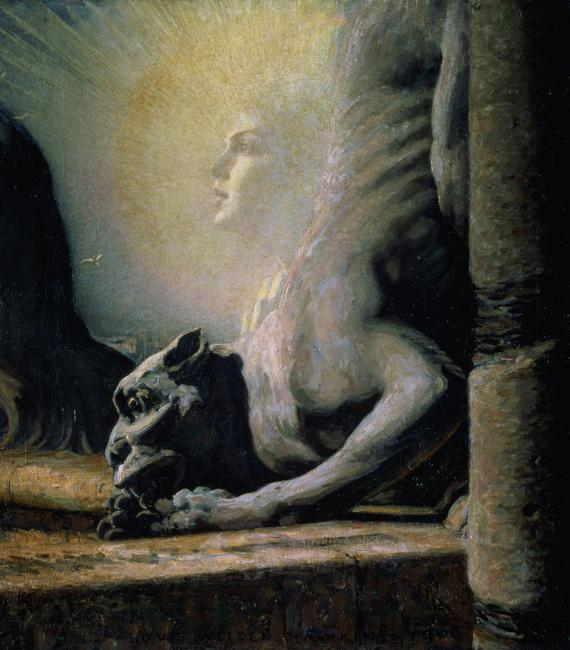
Сфинкс и Химера (1906)
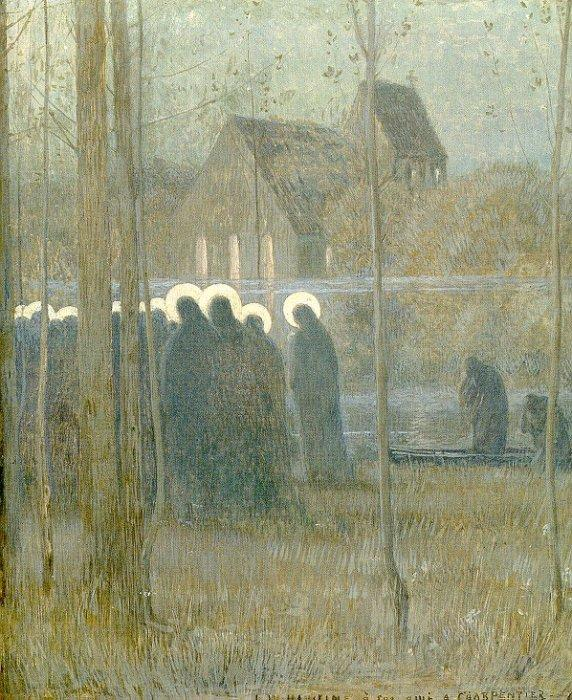
Процессия душ (1890)
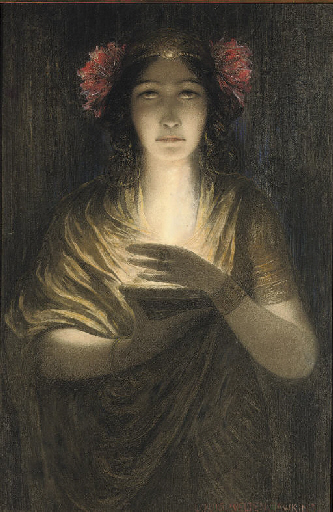
Жрица (ок. 1890)
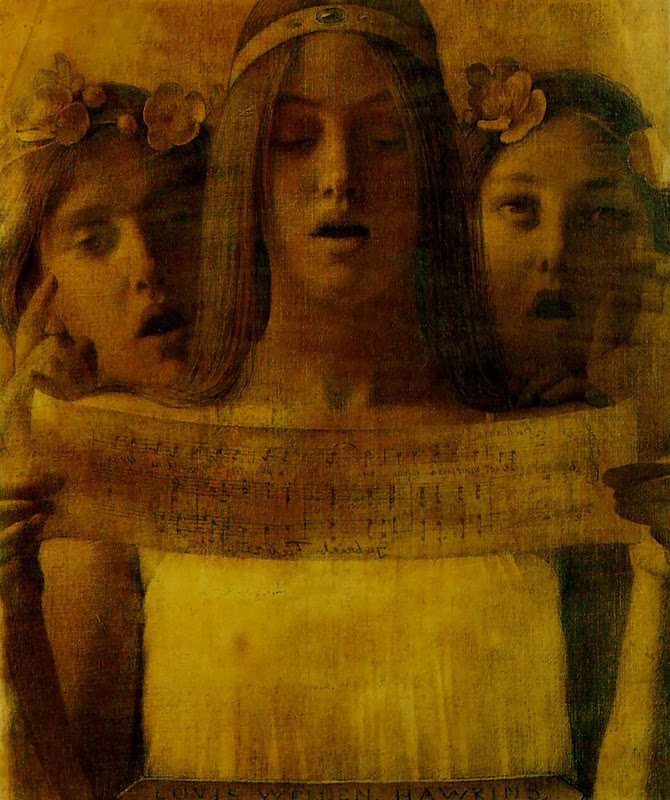
Девушки, поющие у Габриель Фабри (ок. 1890)
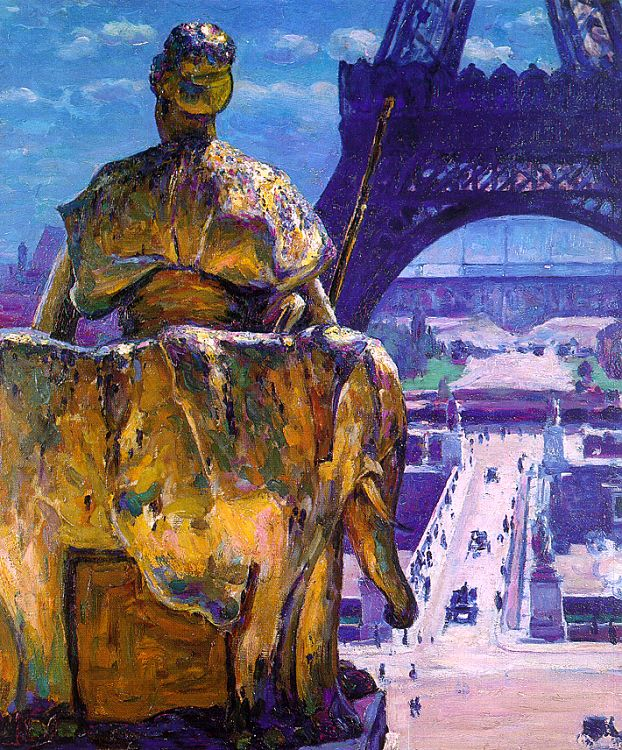
Вид на Эйфелеву башню от Трокадеро
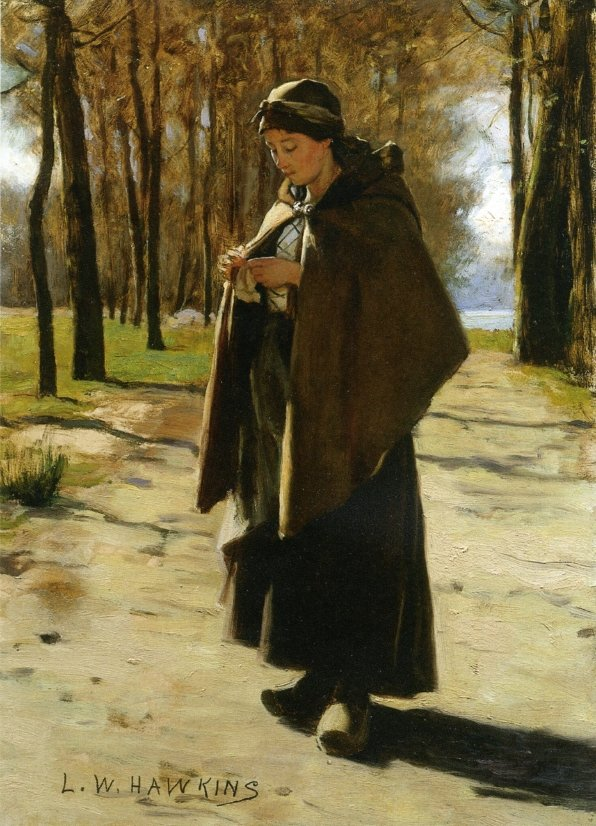
Крестьянка (ок. 1880)